# Aeroport Internacional de Gan
L'Aeroport Internacional de Gan (codi IATA: GAN, codi OACI: VRMG) està situat a l'illa de Gan a l'atol d'Addu (prèviament conegut com a atol de Seenu) a les Maldives.

## Història
Construït per primera vegada per la Royal Navy i transferit a la Royal Air Force com "RAF Gan", va ser una base aèria militar utilitzada durant la Segona Guerra Mundial fins al 1976. Els britànics la hi van lliurar al govern i es va utilitzar com a aeroport nacional. Recentment, l'aeroport ha estat actualitzat a les normes internacionals en la preparació de vols internacionals amb l'obertura de centres turístics a la zona.
L'aeroport va ser administrat pel Govern de les Maldives (GOM) amb una base de recursos humans composta per funcionaris i l'assistència tècnica de Maldives Airports Company Limited (MACL) fins a gener de 2010. El juny de 2009, una empresa pública amb el nom de Gan Airport Company Limited (GACL) va ser establerta pel President com a part de la política de privatització del Govern. El GACL va assumir la direcció de l'Aeroport Internacional de Gan el gener de 2010. Una etapa de transició va seguir amb la reestructuració administrativa que també va implicar la transferència formal de funcionaris existents a la nova estructura organitzacional de la companyia.
Per promoure el turisme i altres activitats econòmiques al sud es va formar una nova empresa a principis de 2012 per desenvolupar i expandir l'Aeroport Internacional de Gan. Es va formar una aliança d'empreses entre el GACL, el MACL i el State Trading Organization (STO). La nova empresa és Addu International Airport Pvt Ltd (AIA), que és qui el gestiona.

## Instal·lacions
L'aeroport es troba a una elevació de 2 m per sobre del nivell mitjà del mar. Té una pista designada 10/28 amb una superfície de formigó que mesura 2.651 per 45 metres. L'Aeroport Internacional de Gan (GIA) està situat a l'extrem sud del país, i permet els moviments d'aeronaus internacionals i nacionals durant tot l'any. El Terminal Executiu construït per a la cimera de la SAARC en 2011 va ser pres pel Villingili Resort and Spa de Shangri-La per a l'arribada i sortida dels hostes del Shangri-La a Gan. És el primer terminal executiu privat en les Maldives.